# Autostrada D35 (Czechy)
Autostrada D35 (cz. Dálnice D35) – autostrada w Czechach w ciągu trasy europejskiej E442. Jej fragment między miastami Ołomuniec i Lipník nad Bečvou biegnie w ciągu trasy europejskiej E462. Jej planowana długość to 173,95 km.
Do końca 2015 roku istniała jako droga ekspresowa R35 (cz. rychlostní silnice R35) i obejmowała także odcinek Liberec – Turnov. Od 1 stycznia 2016 roku odcinek Sedlice – Lipník nad Bečvou został zaliczony do autostrad, a istniejący odcinek Liberec – Turnov zakwalifikowano jako drogę dla pojazdów samochodowych.